# Puiul cu chitara

Puiul cu chitara

Puiul cu chitara este un personaj de desene animate românești, un adevărat Elvis autohton, desenat de Florin Angelescu, Zaharia Buzea și Ana Maria Buzea.
Reprezintă tipul cântărețului român de rock'n roll, cu plete crescute (aluzie la formațiile de rock românești) care atrage publicul prin cântecele sale. Deși este o fire de artist, acesta nu se dă în lături să-și ajute prietenii la treburi.

## Filmografie
- Puiul cu chitara
- Peripețiile lui Ionuț
- Gore și Grigore
- Episodul: Bolnavul închipuit
- Episodul: Totul e bine atunci când se sfârșește cu bine
- Episod: Anotimpurile
- Episod: Chitara cu blucuc